# جيمس شيريدان (عسكري)
جيمس شيريدان (بالإنجليزية: James Sheridan)‏ هو عسكري أمريكي، ولد في 27 مايو 1832 في نيوآرك في الولايات المتحدة، وتوفي في 9 نوفمبر 1893.